# 高點育樂台
高點育樂台是高點電視台的頻道，2010年12月31日在台灣有線電視系統開播，此前長達幾年的時間都是以衛星播放的形式來播放節目。高點育樂台開播的時候是為了填補年代綜合台被國家通訊傳播委員會（NCC）勒令停播所留下來的頻道空缺，而大部分的頻道選擇以高點育樂台來填補（台固媒體和凱擘旗下的系統台以衛視合家歡台填補）。
因壹電視新聞台在2013年6月24日於有線電視上架（凱擘旗下系統台除外），高點育樂台將下架；大豐媒體旗下的有線電視系統（新北市板橋、土城區）繼續播放高點育樂台至2013年7月1日，之後高點育樂台被異動到105頻道繼續播出，2016年移頻至96頻道（中嘉網路旗下的有線電視和天外天有線電視為136頻道）。

## 外部連結
- 高點電視台 （页面存档备份，存于）
- 高點電視台的Facebook專頁
- YouTube上的高點電視toptv頻道